# Shirkuh
Shirkuh of Asad ad-Dīn Shīrkūh bin Shādhī (†22 februari 1169) was gedurende twee maanden vizier van Egypte.

## Familie
Shirkuh was de zoon van Shadhi ibn Marwan, een Koerd, gouverneur van Tikrit en de broer van Najm ad-Din Ajjoeb, stichter van de Ajjoebiden en vader van Saladin.

## Context
Shirkuh was een commandant in het leger van Nur ad-Din, de atabeg van Aleppo. Hij vocht mee in het Beleg van Damascus in 1148, die het einde betekende van de Tweede Kruistocht.
Daarna speelde hij een belangrijke rol in de Kruisvaardersinvasie van Egypte (1163-1169), waar hij hulp bood aan vizier Shawar. Shawar bleek een onbetrouwbaar bondgenoot en Shirkuh kreeg de toestemming van kalief Al-Adid om Shawar uit de weg te ruimen.
Lang zou Shirkuh niet van zijn vizierschap genieten. Twee maanden later stierf hij aan een peritonsillair abces. Zijn neef Saladin die hem tijdens zijn campagne bijstond, volgde hem op.